# Ridwan ibn Tutush
Fakhr al-Mulk Riḍwān ibn Tutush o Ridwan d'Aleppo (in arabo فخر الملك رضوان بن تتش‎?, Fakhr al-Mulk Riḍwān ibn Tutush; fl. XI-XII secolo) è stato un re turco selgiuchide di Aleppo (1095-1113), figlio di Tutush ibn Alp Arslan.

## Ascesa al potere e prime attività

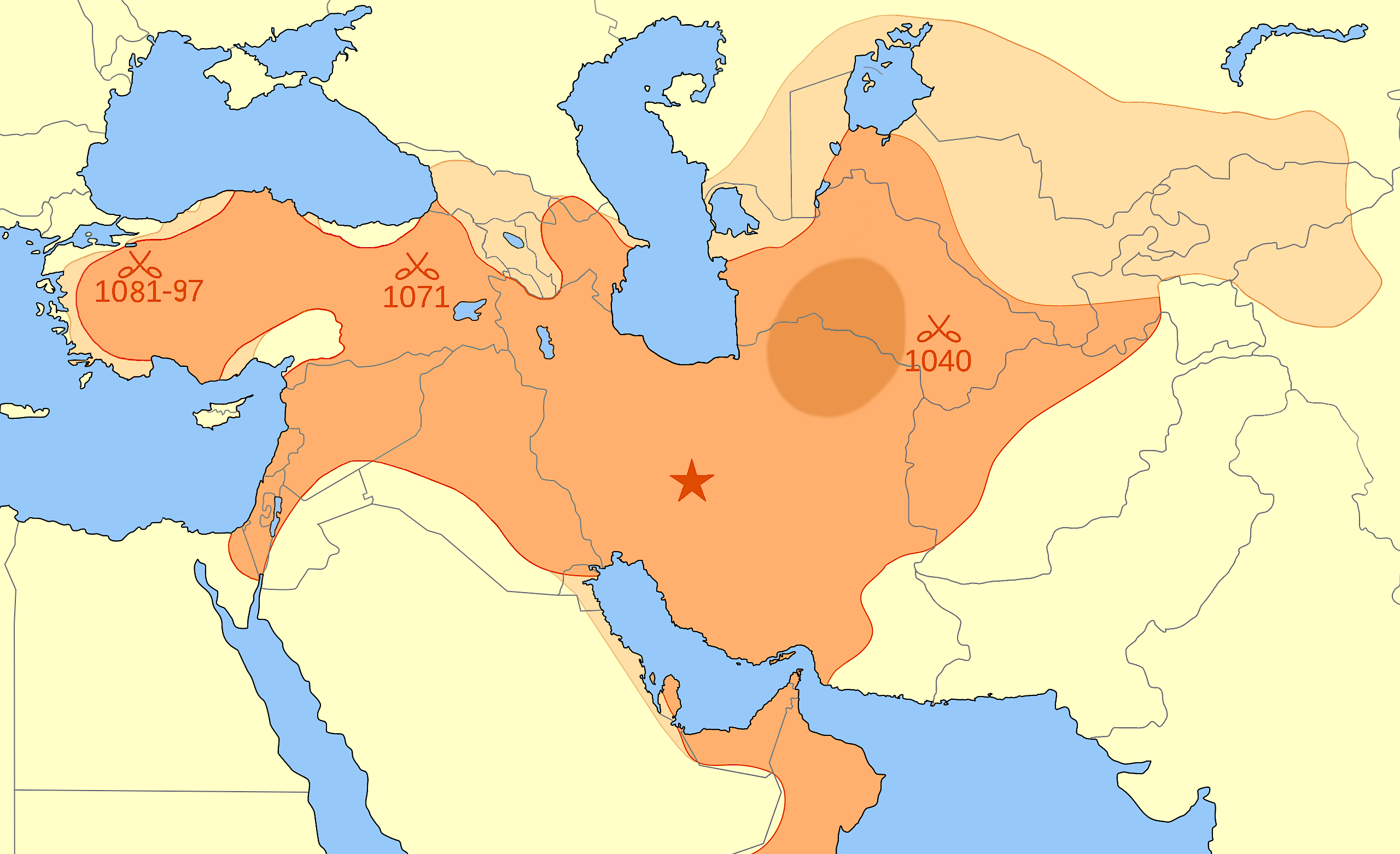
L'Impero selgiuchide nel 1092, anno della morte di Malik Shah I

Riḍwān, al momento della sua ascesa al potere, fece strangolare due dei suoi fratelli più giovani per paura che essi potessero disputargli un giorno il potere. Duqāq, un terzo fratello, riuscì a fuggire dalla cittadella di Aleppo mentre gli schiavi di Riḍwān si dirigevano a strangolare anche lui. Si rifugiò a Damasco, la cui guarnigione lo proclamò Sultano, e giurò da quel momento un odio implacabile al fratello che aveva cercato di assassinarlo.
In occasione dell'assedio di Antiochia da parte dei Crociati, nel 1098, l'Emiro Yāghisiyān si rivolse a suo genero  Riḍwān per chiedergli rinforzi. Suo figlio Shams al-Dawla si recò ad Aleppo. I Crociati avevano condotto razzie sui territori di Riḍwān per vettovagliarsi. Quest'ultimo si sentì minacciato e decise di inviare un esercito che si avvicinò ad Antiochia il 9 febbraio. Temendo le capacità guerriere dei Crociati, cercò di non esporre le proprie truppe, malgrado la sua superiorità numerica. Anziché dispiegarle le ricoverò per la notte in una stretta striscia di terra rinchiusa fra l'Oronte e il lago Ascanio per evitare ogni pericolo di accerchiamento. Allorché i Crociati attaccarono all'alba, gli Aleppini furono paralizzati dall'esiguità del terreno su cui operare. Ammassati in una serie di corpo a corpo, contro gli uomini coperti di pesanti armature protettive,  furono soverchiati e fuggirono in completo disordine. Sotto le mura di Antiochia i difensori operarono una massiccia sortita che obbligò gli assedianti ad arretrare. Poco prima di mezzogiorno gli Antiocheni di Yāghisiyān cominciarono a investire l'accampamento crociato ma, alla notizia della disfatta di Riḍwān, il signore di Antiochia ordinò ai suoi uomini di rientrare nella città. Con una macabra (ma non infrequente) azione che aveva lo scopo di seminare il terrore nelle file dei difensori le teste degli Aleppini sconfitti e uccisi furono catapultate all'interno della città di Antiochia.
Nel 1101 le truppe di Riḍwān parteciparono a fianco del Sultano di Rūm Qilij Arslan I e dei Danishmendidi al massacro dei Crociati che tentavano di attraversare l'Anatolia, dalla loro base di partenza di Costantinopoli per operare nel teatro bellico della Siria-Palestina.

## L'influenza degli Assassini
Nel 1103 il movimento ismailita degli Assassini inviò presso  un nuovo consigliere persiano, Abu Tahir al-Sa'igh (lett. Abu Tahir il gioielliere). La sua influenza sul re divenne presto assai forte. Nessun Aleppino poté più ottenere il minimo favore dal monarca o risolvere un problema amministrativo senza passare attraverso gli innumerevoli personaggi della setta, infiltrati nell'entourage del re. Gli Assassini erano perlopiù detestati, a causa della loro potenza e del favore che essi manifestavano nei fatti ai Crociati, convinti come essi erano che i peggiori nemici dell'Islam fossero i sunniti, piuttosto dei cristiani. In Siria e altrove furono anche chiamati batiniti, "coloro che conoscono il senso nascosto (bāṭin), esoterico, dell'Islam e non si limitano a quello apparente ( ẓāhir)", o essoterico.
Gli sciiti, come il qāḍī Ibn al-Khashshāb, non avevano alcuna simpatia per essi, dall'epoca della loro rottura con l'Imamato fatimide d'Egitto. L'attitudine generalmente conciliante di  Riḍwān verso i Crociati sarebbe in parte dovuta ai consigli dei batiniti.
Nel 1107 Riḍwān s'alleò con Tancredi d'Altavilla, reggente di Antiochia, contro la coalizione di Jâwali Saqâwâ, Atābeg di Mossul tra il 1106 e il 1109, e del conte Baldovino di Edessa. Essi risultarono vincitori del confronto, nei pressi della fortezza di Tell Bāshir (Turbessel) nell'ottobre del 1108.
Nel 1111 Tancredi d'Altavilla fece firmare agli Aleppini un trattato umiliante per il quale essi avrebbero dovuto versargli un tributo annuo di ventimila dinar, consegnargli due importanti fortezze nelle vicinanze della loro città e offrirgli, in segno d'alleanza, i loro dieci più bei cavalli. Il qadi sciita di Aleppo, Ibn al-Khashshāb, capo del movimento patriottico e pietista, reclamò con i suoi partigiani l'invio di una delegazione a Baghdad. Il re Riḍwān non aveva però alcuna intenzione di coinvolgere suo cugino, il Sultano Muḥammad I nelle sue questioni, ma davanti all'inefficacia delle ultime delegazioni lasciò fare.
Ibn al-Khashshāb e un importante gruppo di Aleppini fecero irruzione nella moschea del Sultano, a Baghdad, per lanciare un appello alla lotta contro i Crociati (17 febbraio 1111). Malgrado vaghe promesse, essi ripeterono l'azione il venerdì successivo, stavolta nella moschea del Califfo, provocando un autentico trambusto. Allo stesso momento la sorella del Sultano selgiuchide, moglie del Califfo, arrivò da Isfahan a Baghdad con il suo grande seguito. Temendo per la sua sicurezza, il Califfo al-Mustazhir bi-llah decise di dar retta agli scontenti. Il Sultano selgiuchide però lo impedì e ordinò per converso agli Emiri e agli altri capi militari di recarsi delle loro province per prepararsi al jihād. Il governatore di Mosul, l'Emiro Mawdûd ibn Altūntāsh, marciò su Aleppo alla testa di un potente esercito. Riḍwān non ebbe altra scelta se non di partecipare al jihād a fianco del Sultano Muḥammad. Ma quando l'esercito selgiuchide si avvicinò alla città verso luglio, Riḍwān ordinò di sbarrare tutte le porte e fece arrestare Ibn al-Khashshāb e i suoi seguaci, che fece rinchiudere nella cittadella. Le truppe del Sultano, prive di rifornimenti e vettovaglie, si vendicarono saccheggiando i dintorni di Aleppo. In seguito ad alcuni dissensi fra Mawdūd e gli altri Emiri, l'esercito si sciolse, senza impegnare alcun combattimento.
Nel 1113 l'Emiro di Mosul Mawdûd ibn Altūntāsh tornò in Siria, incaricato dal Sultano di riunire tutti i principi musulmani, fatta eccezione per Riḍwān d'Aleppo, contro i Crociati. Insediò il proprio quartier generale vicino a Damasco, dove fu ricevuto dall'Atābeg Toghtigin di Damasco, che temeva tuttavia che egli si impadronisse della città. Mawdûd, uscendo dalla moschea, fu pugnalato e morì per le ferite il 2 ottobre. Toghtigin accusò Riḍwān e la setta degli Assassini, ma la maggior parte dei suoi contemporanei sospettò l'Atābeg del complotto. Il Sultano Muḥammad, venendo a conoscenza dell'omicidio del suo luogotenente, decise di richiamare all'ordine la Siria (1115).

## La fine del regno
Ad Aleppo, il qadi Ibn al-Khashshab, che era venuto a sapere della grave malattia di Riḍwān, riunì i suoi partigiani a fine novembre. Il re morì il 10 dicembre e gruppi di miliziani armati occuparono allora i principali edifici della città e misero le mani sui sostenitori di Riḍwān, particolarmente sui numerosi adepti della setta degli Assassini (circa 200), che furono messi a morte per intelligenza con il nemico crociato. Il nuovo re, Alp Arslan (il Balbuziente o il Muto), figlio sedicenne di Riḍwān, schierandosi con Ibn al-Khashshăb, fece imprigionare tutti i collaboratori di suo padre e fece loro mozzare le teste. 
Il qadi si inquietò e domandò al giovane re di non affogare la città in un bagno di sangue ma Alp Arslan non volle ascoltarlo. Fece giustiziare anche due dei suoi tre fratelli, numerosi militari e un certo numero di servitori. Il vuoto si creò attorno a lui e solo il suo eunuco Luʾluʾ al-Yaya osò ancora avvicinarsi a lui. Nel settembre del 1114 approfittò però del sonno del suo signore per ucciderlo e insediare al suo posto un fratello di Riḍwān, di appena 6 anni. La città cadde nell'anarchia.
Dopo il massacro dei suoi partigiani ad Aleppo la setta degli Assassini mutò tattica. Inviò in Siria un propagandista ( dāʿī ) persiano di nome Bahram, che sospese provvisoriamente ogni azione spettacolare e organizzò un'azione capillare d'infiltramento nelle strutture politiche dell'area vicino-orientale.

## Famiglia
Sposò Jijak Khatun, figlia di Yaghisiyan, da cui ebbe quattro figli e due figlie: 
- Alp Arslan al-Akhras (1097 - 1114), sultano di Aleppo dal 1113 al 1114;
- Malik Shah;
- Mubarak Shah;
- Sultan Shah (1108 - dopo il 1125), sultano di Aleppo dal 1114 al 1118;
- Farkhunda Khatun;
- Amina Khatun. Dal 1117 al 1118 esercitò ufficiosamente la reggenza per conto di suo fratello di nove anni, Sultan Shah.